# Philippe Chaulet
Pour les articles homonymes, voir Chaulet.
Philippe Chaulet, né le 28 juillet 1942 à Basse-Terre (Guadeloupe), est un homme politique français.

## Biographie
Philippe Chaulet naît le 28 juillet 1942 à Basse-Terre. Il descend d'une famille originaire de Charente-Maritime arrivée en Guadeloupe en 1670 ou à la fin du XVIIIe siècle (selon les sources). Il est le propriétaire d'une des dernières grandes propriétés produisant du café arabica dans l'archipel, La Grigne au vent, ainsi que du musée du Café. Sa famille produit du café et des bananes.

## Condamnation
En 2006, Philippe Chaulet est condamné à 1 an de prison avec sursis dans l'affaire dite de « l'office de tourisme de Guadeloupe » concernant des détournements de fonds. Un « système Chaulet » est évoqué pour lequel le procureur aura des mots très durs à la fois pour ses instigateurs et ses bénéficiaires.

## Détail des fonctions et des mandats
Mandats locaux
- 1985 - 1989 : Maire de Bouillante
- 1989 - 1995 : Maire de Bouillante
- 1995 - 2001 : Maire de Bouillante
- 2001 - 2005 : Maire de Bouillante
- 1982 - 1988 : Conseiller général du canton de Bouillante
- 1988 - 1994 : Conseiller général du canton de Bouillante
- 2001 - 2008 : Conseiller général du canton de Bouillante

Mandats parlementaires
- 2 mai 1993 - 21 avril 1997 : Député de la 4e circonscription de la Guadeloupe
- 1er juin 1997 - 18 juin 2002 : Député de la 4e circonscription de la Guadeloupe